# Urophonius brachycentrus
Espèce
Synonymes
- Cercophonius brachycentrus Thorell, 1876

Urophonius brachycentrus est une espèce de scorpions de la famille des Bothriuridae.

## Distribution
Cette espèce est endémique d'Argentine. Elle se rencontre dans les provinces  de Buenos Aires, de Córdoba, de La Pampa, La Rioja, de Río Negro, de San Juan, de San Luís, de Santiago del Estero et de Tucumán.

## Description
Le mâle mesure 30,27 mm et la femelle 32,41 mm.

## Systématique et taxinomie
Cette espèce a été décrite sous le protonyme Cercophonius brachycentrus par Thorell en 1876. Elle est placée dans le genre Urophonius par Kraepelin en 1894.

## Publication originale
- Thorell, 1876 : On the classification of Scorpions. Annals and Magazine of Natural History, sér. 4, vol. 17, no 97, p. 1–15 (texte intégral).